# MILLION 〜BEST OF 90's J-POP〜
『MILLION 〜BEST OF 90's J-POP〜 RED』（ミリオン ベスト・オブ・ナインティーズ・ジェーポップ・レッド）、『MILLION 〜BEST OF 90's J-POP〜 BLUE』（ミリオン ベスト・オブ・ナインティーズ・ジェーポップ・ブルー）は、ビーイングとエイベックスが共同で行ったベスト・アルバム。2012年10月17日に2作同時にリリースされた。本記事では2作をまとめて扱い、それぞれ『RED』『BLUE』と略記する。

## 概要
REDをリリースしたビーイングとBLUEをリリースしたエイベックスが90年代の名曲を集めたコンピレーションアルバムをそれぞれリリースした。2作の当アルバム7曲が小室哲哉の作品という事で、小室は「これまで多くの方々に愛していただき、僕自身としても深い思い入れのある楽曲が同じ時代を彩った名曲と共に、この2012年に「エイベックス・グループ×ビーインググループ」という新鮮な響きを冠して同じアルバムに収録される事に、非常に大きな意味と喜びを感じています」とコメントとコメントしている。

## 収録曲

### RED
CD
1. 離したくはない / T-BOLAN
作詞・作曲：森友嵐士　編曲：西田昌史
2. DEPARTURES / globe
作詞・作曲・編曲：小室哲哉
3. もっと強く抱きしめたなら / WANDS
作詞：上杉昇、魚住勉　作曲：多々納好夫　編曲：葉山たけし
4. Depend on you / 浜崎あゆみ
作詞：浜崎あゆみ　作曲：菊池一仁　編曲：本間昭光、守尾崇
5. ら・ら・ら / 大黒摩季
作詞・作曲：大黒摩季　編曲：葉山たけし
6. Time goes by / Every Little Thing
作詞・作曲・編曲：五十嵐充
7. 煌めく瞬間に捕われて / MANISH
作詞：高橋美鈴・川島だりあ　作曲：川島だりあ　編曲：明石昌夫
8. EZ DO DANCE / TRF
作詞・作曲・編曲：小室哲哉
9. Give me a Shake / MAX
作詞：海老根祐子　作曲：星野靖彦　編曲：上野圭市
10. しょげないでよ Baby / B.B.クィーンズ
作詞：益戸育江　作曲・編曲：織田哲郎
11. 君が欲しくてたまらない / ZYYG
作詞：上杉昇　作曲：織田哲郎　編曲：栗林誠一郎
12. 夢見る少女じゃいられない / 相川七瀬
作詞・作曲・編曲：織田哲郎
13. DAN DAN 心魅かれてく / FIELD OF VIEW
作詞：坂井泉水　作曲：織田哲郎　編曲：葉山たけし
14. このまま君だけを奪い去りたい / DEEN
作詞：上杉昇　作曲：織田哲郎　編曲：葉山たけし
15. 揺れる想い / ZARD
作詞：坂井泉水　作曲：織田哲郎　編曲：明石昌夫
トリビュートアルバム初収録。

DVD
1. もっと強く抱きしめたなら / WANDS
2. 煌めく瞬間に捕われて / MANISH（TVサイズ）
3. EZ DO DANCE / TRF
4. Give me a Shake / MAX
5. 君が欲しくてたまらない / ZYYG（TVサイズ）

### BLUE
1. White Love / SPEED[4]
作詞・作曲：伊秩弘将　編曲：水島康貴
2. 時の扉 / WANDS
作詞：上杉昇　作曲：大島こうすけ　編曲：明石昌夫
3. Feel Like dance / globe
作詞・作曲・編曲：小室哲哉
4. マリア / T-BOLAN
作詞・作曲：森友嵐士　編曲：明石昌夫・T-BOLAN
5. CAN YOU CELEBRATE? / 安室奈美恵
作詞・作曲・編曲：小室哲哉
6. 夏が来る / 大黒摩季
作詞・作曲：大黒摩季　編曲：葉山たけし
7. 恋心 / 相川七瀬
作詞・作曲・編曲：織田哲郎
8. 突然 / FIELD OF VIEW
作詞：坂井泉水　作曲：織田哲郎　編曲：葉山たけし
9. WOW WAR TONIGHT 〜時には起こせよムーヴメント/ H Jungle with t
作詞・作曲：小室哲哉　編曲：小室哲哉・久保こーじ
10. 想い出の九十九里浜 / Mi-Ke
作詞：長戸大幸　作曲・編曲：織田哲郎
11. CANDY GIRL / hitomi
作詞：hitomi　作曲：小室哲哉　編曲：小室哲哉・久保こーじ
12. ひとりじゃない / DEEN
作詞：池森秀一　作曲：織田哲郎　編曲：古井弘人
13. I'm proud / 華原朋美[5]
作詞・作曲・編曲：小室哲哉
14. 出逢った頃のように / Every Little Thing
作詞・作曲・編曲：五十嵐充
15. Boys & Girls / 浜崎あゆみ
作詞：浜崎あゆみ　作曲：D・A・I　編曲：鈴木直人、D・A・I

DVD
1. Feel Like dance / globe
2. 恋心 / 相川七瀬
3. 突然 / FIELD OF VIEW
4. 想い出の九十九里浜 / Mi-Ke